# Darkbloom (álbum)
Darkbloom es el sexto álbum de estudio de la banda estadounidense de metalcore We Came as Romans. Fue lanzado el 14 de octubre de 2022 a través de su sello discográfico SharpTone Records. Este es el primer álbum de la banda sin el vocalista/teclista Kyle Pavone, luego de su muerte por una sobredosis en agosto de 2018. La banda decidió no reemplazar a Pavone por respeto a su memoria; en cambio, usaron sintetizadores escritos por el productor Drew Fulk y grabados por Pavone antes de su muerte, y el vocalista Dave Stephens, que ocasionalmente había interpretado voces junto a Pavone, se hizo cargo de las voces a tiempo completo.

## Antecedentes y promoción
Después de una gira en honor a Kyle Pavone, el 16 de abril de 2019, la banda anunció que entraría al estudio para grabar material nuevo. El material que grabaron en 2019 resultó ser dos sencillos independientes "Carry the Weight" y "From the First Note". El 14 de julio de 2021, la banda lanzó "Darkbloom", la canción principal y el primer sencillo de su próximo álbum.
El 7 de septiembre, We Came As Romans lanzó un nuevo sencillo llamado "Black Hole" con Caleb Shomo de Beartooth. El 10 de noviembre, la banda lanzó una nueva canción titulada "Daggers" con el rapero Zero 9:36. El 10 de abril de 2022, la banda lanzó la versión re-inventada del sencillo anterior "Darkbloom" con la banda canadiense de deathcore Brand Of Sacrifice, que al igual que los dos sencillos de la banda de 2019, no aparecieron al álbum. El 22 de junio, se anunció el álbum Darkbloom con fecha de lanzamiento del 14 de octubre de 2022 y con los sencillos lanzados anteriormente "Darkbloom", "Black Hole" y "Daggers", junto con el nuevo sencillo "Plagued" que fue escrito en enero de 2020 y tardó más de un año en completar la grabación, y un sencillo más de prelanzamiento "Golden", lanzado el 7 de septiembre de 2022.
La banda ha anunciado una gira estadounidense de un mes en apoyo de Darkbloom, que comenzará en Pittsburgh el 19 de enero de 2023, con el apoyo de Erra y Brand of Sacrifice.

## Lista de canciones
| N.º | Título                                      | Duración |  |
| 1.  | «Darkbloom»                                 | 3:48     |  |
| 2.  | «Plagued»                                   | 3:29     |  |
| 3.  | «Black Hole» (con Caleb Shomo de Beartooth) | 3:00     |  |
| 4.  | «Daggers» (con Zero 9:36)                   | 3:13     |  |
| 5.  | «Golden»                                    | 3:39     |  |
| 6.  | «One More Day»                              | 4:28     |  |
| 7.  | «Doublespeak»                               | 3:30     |  |
| 8.  | «The Anchor»                                | 3:35     |  |
| 9.  | «Holding the Embers»                        | 4:13     |  |
| 10. | «Promise You»                               | 3:47     |  |